# Arbenz Car Company
Arbenz Car Company, vorher Scioto Car Company, war ein US-amerikanischer Hersteller von Automobilen.

## Unternehmensgeschichte
Fred C. Arbenz und sein Sohn Nand James gründeten 1911 das Unternehmen Scioto Car Company in Chillicothe in Ohio. Die Firmierung bezog sich auf den Fluss Scioto River. Sie begannen mit der Produktion von Automobilen. Der Markenname lautete Arbenz, oftmals ArBenz geschrieben. Nand war der Designer und C. O. Snyder der Konstrukteur der Fahrzeuge. 1912 folgte die Umbenennung in Arbenz Car Company. Snyder verließ im Dezember 1915 das Unternehmen. Im März 1916 übernahm die National United Service Company das Unternehmen. Die Produktion lief noch bis 1918.

## Fahrzeuge
Alle Modelle hatten Vierzylindermotoren. Im 1911 vorgestellten Four leistete er 30/40 PS. Der Radstand betrug 305 cm. Model A war ein zweisitziger Roadster, Model B ein viersitziger Torpedo und Model C ein fünfsitziger Tourenwagen mit vier Türen.
1914 leistete der Motor 27 PS. Der Radstand blieb unverändert. Model F war ein fünfsitziger Tourenwagen, Model G ein viersitziger Tourenwagen und Model H ein zweisitziger Roadster.
1915 wurde aus dem Four das Model 40. Es gab keine Änderungen bezüglich der Motorleistung und des Radstands. Im Angebot standen ein zweisitziger Roadster und ein fünfsitziger Tourenwagen.
Das Model 25 aus der Zeit von 1916 bis 1918 hatte einen Vierzylindermotor von Lycoming mit 17 PS Leistung. Der Radstand war auf 274 cm gekürzt worden. Einzige Karosserieform war ein fünfsitziger Tourenwagen. Der Neupreis betrug nur noch etwa ein Drittel der vorherigen Modelle.

## Modellübersicht
| Jahr      | Modell   | Ausführung | Zylinder | Leistung (PS) | Radstand (cm) | Aufbau                                  |
| --------- | -------- | ---------- | -------- | ------------- | ------------- | --------------------------------------- |
| 1911      | Four     | Model A    | 4        | 30/40         | 305           | Roadster 2-sitzig                       |
| 1911      | Four     | Model B    | 4        | 30/40         | 305           | Torpedo 4-sitzig                        |
| 1911      | Four     | Model C    | 4        | 30/40         | 305           | viertüriger Tourenwagen 5-sitzig        |
| 1914      | Four     | Model F    | 4        | 27            | 305           | Tourenwagen 5-sitzig                    |
| 1914      | Four     | Model G    | 4        | 27            | 305           | Tourenwagen 4-sitzig                    |
| 1914      | Four     | Model H    | 4        | 27            | 305           | Roadster 2-sitzig                       |
| 1915      | Model 40 |            | 4        | 27            | 305           | Roadster 2-sitzig, Tourenwagen 5-sitzig |
| 1916–1918 | Model 25 |            | 4        | 17            | 274           | Tourenwagen 5-sitzig                    |